# Elena Valenciano Martínez-Orozco
María Elena Valenciano Martínez-Orozco (Madrid, 18 de setembre de 1960) és una política espanyola que ha estat diputada del Partit Socialista Obrer Espanyol per Madrid i eurodiputada.

## Inicis
Té estudis inacabats en Ciències Polítiques per la Universitat Complutense de Madrid; es va incorporar amb 17 anys a les Joventuts Socialistes d'Espanya i un any més tard al Partit Socialista Obrer Espanyol.
Ha estat membre del Comitè Federal del PSOE entre 2000 i 2004 i va formar part de la Comissió gestora del PSOE que va dirigir Manuel Chaves després de la dimissió de Joaquín Almunia.
Ha estat escollida diputada del Parlament Europeu a les eleccions al Parlament Europeu de 1999 i 2004, on ha ostentat diverses responsabilitats, en la seva última etapa com a portaveu de la Delegació Socialista Espanyola. I de nou en la 6a legislatura, entre 2004 i 2008.
El 2007 va accedir a la Secretaria de Relacions Internacionals de la Comissió Executiva Federal socialista, en substitució de Trinidad Jiménez. Després de les eleccions generals espanyoles de 2008 és escollida diputada al Congrés dels Diputats per Madrid, on ha assumit el càrrec de portaveu en la Comissió d'Afers exteriors. El juliol del mateix any va ocupar en la Comissió Executiva Federal del PSOE l'Àrea de Política Internacional i Cooperació.
El 2011 fou directora del Comitè Electoral a les eleccions generals amb Alfredo Pérez Rubalcaba com a cap de llista del PSOE. Va ser vicesecretària general de la Comissió Executiva encapçalada per Rubalcaba fins al Congrés Extraordinari de juliol de 2014 que ratificaria Pedro Sánchez com a secretari general. Després d'aleshores tornà a ser eurodiputada des de 2014 fins a 2019.
Ha estat coordinadora Nacional del Lobby Europeu de Dones durant 1992 i 1994, vocal del Moviment Europeu des de 2004, fundadora i primera presidenta de l'Associació Dones Joves entre 1984 i 1990. Des de 1999 és presidenta de la Fundació Dones.